# Bouquet Svoboda
Pour les articles homonymes, voir Svoboda.
Le bouquet Svoboda Satellite (Svoboda signifie liberté en français) est un bouquet satellitaire composé de chaines de télévision et de radio, lancé le 5 mars 2024 par Reporters sans frontières (RSF) sur le satellite Hot Bird 13G d'Eutelsat. Le projet est dirigé par Jim Phillipoff, qui est aussi cofondateur du Comité Denis Diderot à l'origine de cette initiative, dans le contexte de l'agression russe contre l'Ukraine.

## Soutien de RSF aux journalistes russes et biélorusses
Militant pour la liberté de la presse, l'association Reporters sans frontières (RSF) s'engage régulièrement pour les journalistes russes et biélorusses. 90 médias et 150 journalistes russes en exil ont été financés, soutenus, aidés, à la suite de leur exil forcé. 17 médias russes ont été rendus accessibles à nouveau sur internet, avec l'initiative Collateral Freedom,  RSF est aussi engagé en Ukraine à la suite de l'invasion russe,.
L'organisation a aidé l'installation en France de la journaliste au panneau Marina Ovsiannikova. En février 2024, RSF apporte son concours à l'ouverture d'un bureau parisien de Novaïa Gazeta Europe, Ce même média bénéficie aussi du fonds JX Fund, crée en soutien des journalistes en exil, et créé pour répondre d'abord au besoin de soutien des journalistes russes devant fuir leur pays. Un centre pour les journalistes russes, un espace de coworking, au centre de Paris, a aussi été ouvert en février 2024
RSF s'est aussi mobilisé, en collaboration avec le Comité Diderot, pour l'arrêt de la diffusion, aussi bien satellitaire que sur les box, des chaines russes de propagande  NTV, Pervyi Kanal et Rossyia 1,,. L'association a obtenu du Conseil d'Etat qu'il reconnaisse la compétence des chaînes diffusées par le satellite Eutelksat 36B pour les plates-formes NTV+ et Trikolor, distribuées non seulement en Russie, mais, depuis 2014, en Crimée annexée, qui, en droit international, fait toujours partie de l'Ukraine. En mars 2024, l'association obtient que SFR cesse la distribution en France de la chaîne Pervyi Kanal, sanctionnée par l'Union européenne le 15 décembre 2022.
En février 2025, RSF demande la libération de 19 journalistes détenus en Russie.
En somme, RSF a multiplié les initiatives pour venir en aide au journalisme indépendant, qui fait l'objet d'une purge, plus particulièrement depuis le démarrage de l'offensive en Ukraine en février 2022.

## Historique du projet
Le projet a été conçu dans un contexte où les médias russes sont de plus en plus verrouillés par le Kremlin, et les médias encore indépendants ayant été contraints de fermer et de s'exiler (Dozhd Tv, Novaja Gazeta, Echo de Moscou) et les chaînes d'information occidentales ayant cessé d'être retransmises par les plates-formes NTV+ et Trikolor, La population russe, malgré l'émergence d'Internet et des réseaux sociaux continue à massivement plébisciter la télévision, notamment par satellite. Les réseaux de diffusion en Russie et en Biélorussie étant contrôlés, les médias étrangers en russe ayant été limités, une diffusion de médias autres qu'étatiques ne pouvait venir que de satellites étrangers. Le choix de se porter sur la constellation de satellites Eutelsat a donc été naturel.
Le 21 mars 2022, Jim Phillipoff a publié le 21 mars 2022 un article dans le Kyiv Post un article proposant que des sanctions soient prises contre les bouquets NTV Plus et Tricolor diffusés par le satellite Eutelsat 36B vers la Russie en vue de libérer des fréquences pour un bouquet de chaînes alternatives. Contacté par André Lange, ancien responsable de département à l'Observatoire européen de l'audiovisuel, ils ont créé ensemble le  Comité Diderot pour travailler à lutter contre la désinformation russe, et contribuer à la diffusion d'une information indépendante, sans propagande de guerre. Un rapport et une pétition ont été publiés pour promouvoir ce projet,.
Le Comité Diderot s'associe avec RSF pour définir le projet. Le 22 février 2023, les deux co-fondateurs du Comité Diderot, André Lange et Jim Phillipoff, cosignent avec Christophe Deloire, Secrétaire général de RSF, une tribune dans Le Monde, proposant "la création d’un bouquet de chaînes diffusant du journalisme digne de ce nom à destination des populations russes. Ce projet ambitieux permettrait de renverser la logique de la propagande. Avec ce projet, l’information libre serait propagée dans un pays sous régime dictatorial. Concrètement, le satellite français Eutelsat 36B pourrait être utilisé. En position orbitale 36° Est, son audience potentielle correspond à 50 % de la population russe et inclut également celle des territoires occupés d’Ukraine".
Le lancement du projet est annoncé par RSF le 3 novembre 2023,. Le lancement officiel du bouquet a lieu le 5 mars 2024, au Parlement européen à Bruxelles, en présence de la vice présidente de la Commission européenne Věra Jourová et du parlementaire européen estonien Andrus Ansip, lui-même ancien Vice-Président de la Commission européenne,.
Le recours au satellite Hotbird 13G permet toucher directement l'ensemble de l'Europe, jusqu'à l'Oural, soit 80% des populations russophones, en Russie mais également en Europe occidentale, en Biélorussie, Moldavie et en Ukraine. De plus Eutelsat a les moyens d'assurer une diffusion sécurisée et fiable, sans brouillage par les autorités russes.6 à 9 % de la population de l'Union Européenne est russophone. Selon Eutelsat, les satellites Hotbird ont une audience potentielle de 130 millions de foyersdont 4,5 millions de foyers en Russie. Des données d'audience ne sont pas disponibles mais RSF estime que 6 à 9 % de la population russe consulte les médias indépendants.
L'ambition de RSF est aussi de diffuser sur Eutelsat 36D, car la couverture en position 36°Est est plus importante sur le territoire russe et dans les territoires annexés de l'Ukraine
Le bouquet Svoboda figure parmi les 81 médias occidentaux dont le Ministère russe des Affaires étrangères annonce le 25 juin 2024 qu'ils sont interdits en Russie,.

## Composition du bouquet
Au démarrage du bouquet, au 5 mars 2024, 6 chaînes de télévision et 3 chaînes de radio indépendantes composent le bouquet. Le 15 mars 2024, le diffuseur allemand de service public Deutsche Welle lance sur une chaîne en russe spécialement conçue pour le bouquet. Le 15 mai 2024, RSF lance sa propre chaîne, Svoboda News, conçue en partenariat avec le media russe indépendant The Insider., Le 29 novembre 2024, l'association canadienne eQualitie lance la chaîne EQtv, consacrée aux nouvelles technologies, spécifiquement conçue pour le bouquet. Enfin Futur de la Russie est lancée en juin 2025 par les équipes d'Alexei Navalni.

### Télévisions
- Svoboda, de Novaïa Gazeta Europe, journal installé à Riga depuis avril 2022, au début de l'offensive en Ukraine, après avoir été fermé en mars 2022 à Moscou. Le journal a retrouvé son édition papier en mai 2022. Novaïa Gazeta Europe dispose aussi de bureaux à Berlin et Paris[45].
- Ost/West 24, média berlinois.
- TV8 (Svoboda), télévision moldave, qui diffuse en roumain et russe.
- Gordon Live, des journalistes ukrainiens Dmitry Gordon et sa femme Olesia Batsman, et basé en Ukraine.
- Belarus Tomorrow, média impulsé par Euroradio (installé à Varsovie) et Malanka (installé à Vilnius).
- Nastoyashcheye Vremya (Current Time en anglais, temps actuels en français, édité par Voice of America et Radio Free Europe/Radio Liberty, émanations du gouvernement des Etats-Unis, et installé à Prague).
- DW Russian, Deutsche Welle en russe, émettant depuis Bonn et Berlin[46]. La chaine est lancée spécialement pour le bouquet. Elle n'est accessible nulle part ailleurs que sur le bouquet[47], contrairement aux autres déclinaisons (espagnol, anglais, arabe), qui émettent sur satellite, en ligne, sur application et sur les box.
- Svoboda News, en collaboration avec The Insider[48].
- EQtv, lancée par eQualitie, une ONG canadienne[49],[50].
- Russia's future (Россия будущего, Futur de la Russie en français), lancée par la veuve d'Alexei Navalni. Le but est de diffuser le travail de l'activiste et de son équipe[51], souvent bloqué en Russie, et ainsi donc de lutter contre la censure en Russie[52]. Le contenu comporte principalement des enquêtes, de l'investigation, de l'information[53]. La chaîne est lancée le 4 juin 2025, jour de l'anniversaire de l'activiste[54].

### Radios
- Radio Echo, radio moscovite Écho de Moscou, réfugiée à Berlin depuis mars 2022, soit au début de l'offensive en Ukraine, et émet de nouveau depuis septembre 2022.

- Radio Sakharov, installée à Essen, en Allemagne.

- Euroradio, média biélorusse installé à Varsovie.

## Chronologie de diffusion
Au 05.06.2025, on dénombre 13 médias :
| Date de démarrage | Télévision                                    | Radio                               |
| ----------------- | --------------------------------------------- | ----------------------------------- |
| 12 février 2024   | Svoboda Ost/West 24 TV8 (Svoboda) Gordon Live | Radio Echo Radio Sakharov Euroradio |
| 17 février 2024   | Belarus Tomorrow                              |                                     |
| 21 février 2024   | Nastoyashcheye Vremya                         |                                     |
| 15 mars 2024      | DW Russian                                    |                                     |
| 14 mai 2024       | Svoboda News                                  |                                     |
| 12 décembre 2024  | Eqtv                                          |                                     |
| 5 juin 2025       | Russia's future                               |                                     |

## Paramètres de réception
- Satellite : Hotbird 13G à 13,0E
- Transpondeur : tp 122
- Fréquence : 10949 MHz
- Polarisation : verticale
- Débit de symboles : 27 500 Ksym/s
- FEC : 2/3
- Modulation : DVB-S2/8PSK

### Sites officiels
- Site du bouquet Svoboda Satellite

- Page du bouquet Svoboda Satellite sur le site de Reporters sans frontières (RSF)
- Page du bouquet Svoboda Satellite sur le site du Comité Diderot
- Svoboda Satellite Package Official Launch, RSF Press Conference, European Parliament 5th March 2024
- Что сделать, чтобы принимать каналы из пакета «Свобода Спутник» на Hotbird13G?